# ユンヒへ
『ユンヒへ』（原題：윤희에게）は、2019年公開の韓国映画。監督・脚本はイム・デヒョン。主演はキム・ヒエ。共演は中村優子、キム・ソヘ、ソン・ユビンほか。日本では2020年11月22日に第6回大阪韓国映画祭で初公開され、2022年1月7日に本公開を迎えた。

## ストーリー
韓国で暮らすシングルマザーのユンヒ（キム・ヒエ）のもとに、ある日、一通の手紙が届く。ユンヒの娘で高校生のセボム（キム・ソヘ）はその手紙を偶然見てしまい、母の秘密を知る。セボムは、ユンヒを手紙の差出人であるジュン（中村優子）に会わせる決意をし、2人はジュンが暮らす日本の北海道は小樽に向かう。
白い雪が降る静かな小樽。20年前の母の愛と娘の新たな愛が横たわる場所で、心の旅が始まる。

## キャスト
- キム・ヒエ：ユンヒ
- 中村優子：ジュン
- キム・ソヘ：セボム - ユンヒの娘。
- ソン・ユビン（朝鮮語版）：ギョンス - セボムのボーイフレンド。
- 木野花：マサコ - ジュンの伯母。
- 瀧内公美：リョウコ
- 薬丸翔：リュウスケ
- ユ・ジェミョン：インホ - ユンヒの元夫でセボムの父。 ※特別出演

## 公開
2019年10月12日、第24回釜山国際映画祭のクロージング作品として封切られた。同年11月14日、韓国の317スクリーンで公開。
日本では、2020年11月22日に第6回大阪韓国映画祭で初上映され、2022年1月7日に本公開を迎えた。

## 受賞
- 第24回釜山国際映画祭 - クィア・カメリア賞（『ユンヒへ』）
- 第41回青龍映画賞
  - 監督賞（イム・デヒョン）[11]
  - 脚本賞（イム・デヒョン）[11]
- 第40回韓国映画評論家協会賞
  - 監督賞（イム・デヒョン）[12]
  - 脚本賞（イム・デヒョン）[12]
  - 音楽賞（キム・ヘウォン）[12]
  - ベスト映画10選（『ユンヒへ』）[12]
- 第18回フィレンツェ韓国映画祭 - 監督賞（イム・デヒョン）
- 第7回韓国映画製作者協会賞 - 主演女優賞（キム・ヒエ）[13]
- フェロー島映画祭 - 助演女優賞（キム・ヒエ）
- 第21回釜山映画評論家協会賞 - 新人女優賞（キム・ソヘ）
- 第40回黄金撮影賞 - 新人女優賞（キム・ソヘ）[14]